# Дони, Джованни Баттиста
Джованни Баттиста До́ни (итал. Giovanni Battista Doni; крещён во Флоренции 13.3.1595 — 1.12.1647, Флоренция) — итальянский гуманист: музыковед, искусствовед, литератор. Писал на латинском, итальянском и французском языках. Подобно другим учёным эпохи, Дони стремился «возродить» древнегреческую культуру, интерпретируя доступные ему старинные музыкально-теоретические трактаты (Клеонида, Птолемея, Гауденция, Аристида Квинтилиана, Алипия), которые читал на языке оригинала.

## Биография и творчество
Изучал философию, классические языки, географию и математику в Иезуитском колледже в Риме (ныне Папский григорианский университет). Среди учителей Дони — профессор риторики Тарквино Галлуцио (с которым Дони был дружен и в последующие годы), Торквато де Куппис, Бернардино Стефонио и Фамиано Страда. В 1613-18 годах (под руководством Луи Дони д’Аттиши) изучал право в Бурже. Вернувшись в Италию, занимался изучением греческого языка, собирал античные памятники письменности. В 1621-22 годах служил консультантом-юристом у апостольского нунция Оттавио Корсини, которого сопровождал в его миссии папского легата в Париж. В Париже Дони познакомился с математиком, философом и выдающимся популяризатором науки Мареном Мерсенном. Вернувшись в Италию, в 1623 году Дони стал секретарём кардинала Франческо Барберини, которого сопровождал в зарубежных поездках в Париж и Мадрид. В 1629 Дони занял высокий пост секретаря Священной коллегии кардиналов. С 1640 года жил во Флоренции, где стал профессором риторики в местном университете, совмещая преподавание с учёной деятельностью.

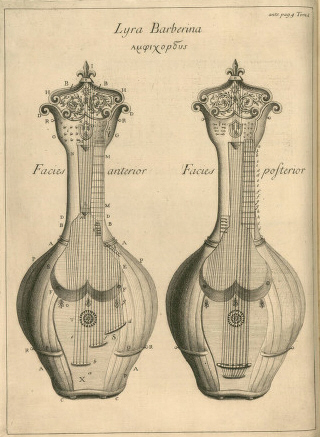
Барберинская лира Дж. Б.Дони. Иллюстрация из сб. Lyra barberina (1763). Слева показана лицевая часть инструмента, справа оборотная (струны располагались на обеих сторонах, отсюда его эпитет — amphichordos).

На пике своей административной карьеры, начиная с 1630-х годов Дони неожиданно углубился в изучение античной истории и теории музыки, пытался «реставрировать» древнегреческую музыку в том или ином виде. В частности, он пытался вникнуть в нотационные таблицы Алипия (автора учебного пособия по музыке, написанного около IV в. н. э.) и транскрибировать на современный манер сохранившиеся памятники древнегреческой музыки. В том же русле «реставрации» греков Дони разработал проекты диковинного клавесина (который он назвал «пентармоническим») и не менее диковинного полихордового инструмента, который он назвал «барберинской лирой». Эти экспериментальные инструменты, по мысли Дони, давали композиторам возможность сочинять музыку во всех древнегреческих родах мелоса, включая «хроматику» и «энармонику» (имеются в виду звукоряды с различными микрохроматическими интервалами). Барберинская лира была столь сложной конструкции (см. изображение), что на ней никто не хотел играть.
Дони занимался также вопросами музыкального театра, критически рассматривал современные ему феномены (в частности, музыкальную пастораль) и предлагал его реконструкции на основе собственного понимания античного прототипа.
Энергичный пропагандист античной художественной культуры, Дони агитировал композиторов сочинять в ладах и родах древних греков, используя созданные им экспериментальные инструменты. Идеалист, увлечённый античностью, Дони не придал особого значения событию в современной ему музыке, которая как раз в годы раннего барокко совершила окончательный поворот к классической тональности на основе гомофонно-гармонического склада. По этой причине на призывы Дони к возрождению античности откликнулись лишь маргинальные композиторы, не оставившие сколько-нибудь заметного следа в истории музыки западной Европы. Стиль сочинений Каччини, Монтеверди, Пери в гомофонно-гармоническом складе по аналогии с античной монодией Дони предлагал называть «монодическим» (stylus monodicus).
Дони принадлежат печатные и рукописные труды о музыке научного и дидактического содержания преимущественно на итальянском, а также на латинском и французском языках. Наиболее известен его «Компендий трактата о родах и видах музыки» (Рим, 1635). Ряд трактатов Дони не опубликован до наших дней. Сохранились письма Дони на итальянском и французском языках; среди его корреспондентов Марен Мерсенн, Рене Моро, Жан Бурдело, Галилео Галилей, Афанасий Кирхер, Исаак Восс и многие другие выдающиеся учёные того времени.
Не будучи практикующим музыкантом, Дони, тем не менее, внёс вклад и в развитие музыкального образования. В дидактическом пособии «Новое введение в музыку» (фр. «Nouvelle introduction de musique», 1640) он предлагал реформировать сольмизацию, в частности, заменить Гвидонов слог ut (для первой ступени гептахорда) на слог до (doh), а седьмую ступень гептахорда (нынешнее si) обозначать слогом bi. В том же труде предлагал реформу линейной нотации. В частности, по мысли Дони, каждая линейка нотоносца должна быть подписана своей буквой (звукоступенями A, B, C и т. д.) наподобие ключей. Предлагаемые Дони новшества в области музыкальной нотации были оставлены музыкантами без внимания.

## Труды о музыке
- Трактат о родах и видах музыки (Trattato de’ generi e de’ modi della musica, не опубликован)
- Компендий трактата о родах и видах музыки (Compendio del trattato de’ generi e de’ modi della musica[11]; Рим, 1635)
- Аннотации к компендию о родах и видах музыки (Annotazioni sopra il Compendio de’ generi e de’ modi della musica; Рим, 1640)
- О превосходстве древней музыки, в трёх книгах (De praestantia musicae veteris libri tres; Флоренция, 1647)
- Объяснение пентармонического клавесина (Dichiaratione del cembalo pentarmonico, 1647; не опубликован)
- Рассуждение о сценическом речитативе с участием музыкальных инструментов (Discorso sopra il recitare in scena con l' accompagnamento d' instrumenti musicali, без даты; не опубликован)
- Барберинская лира[12] (Lyra Barberina ΑΜΦΙΧΟΡΔΟΣ, accedunt eiusdem opera pleraque nondum edita <…> Флоренция, 1763); посмертный сборник трудов разных лет, в двух томах[13].